# Col·legi Santa Teresa
El Col·legi Santa Teresa és un convent i centre concertat fundat el 1947 per la Congregació de les Germanes Carmelites Tereses de Sant Josep. S'hi imparteixen classes d'Educació Infantil, Educació Primària i ESO, oferint una educació integrada dels 3 als 16 anys. És una escola del Tercer Ordre del Carmel protegit com a bé cultural d'interès local dins del nucli urbà de la població de Móra d'Ebre.

## Història
Un grup de Germanes Carmelites Tereses de Sant Josep: Gnes Pietat Bonet, Isabel Mola, Rosa Coromines, Mercedes Duarri i Presentación Rodriguez iniciaren la presència de la Congregació a Móra d'Ebre. Van posar els ciments de la comunitat educativa del Col·legi Santa Teresa el 1946 a les instal·lacions de l'Obrera que l'Ajuntament va habilitar fins a la construcció de l'edifici actual al que es van traslladar el 1954. Als inicis el centre acollia només a nenes, excepte a parvulari que era mixt; això va durar fins al 1975 que es va obrir per a tots, nens i nenes, a l'implantar-se la coeducació.
Als inicis el centre disposava de 5 aules on s'impartien classes d'educació general bàsica, batxillerat, teneduria, mecanografia i taquigrafia. També es feien d'altres activitats que completaven la formació dels alumnes: brodats, punt de coixí, frivolité, malla, marqueteria, treball en pell, pintura, aquarel·la, piano, solfeig, etc.
Una vegada traslladades al nou edifici i amb més amplitud d'espai, va ser internat on s'acollia a nenes aspirants a religioses de la Congregació; això va durar fins a les darreries dels anys 70.
L'escola va viure moments difícils als anys 80 quan els centres es van acollir al règim de concert educatiu amb el Departament d'Ensenyament, ja que aquest exigia un mínim de 40 alumnes/aula, condició per atorgar la subvenció. Aquest objectiu aquí era impossible d'assolir així que es va decidir tancar-lo. Després de moltes gestions per part dels pares i de la Congregació es va aconseguir que el col·legi tirés endavant.
Als 90, amb canvis de lleis educatives i una nova reforma, s'implanta l‘ESO (Educació Secundària Obligatòria) que va dels 12 als 16 anys.
L'estructura del centre queda conformada en aquests nivells educatius: Educació Infantil (3-6 anys), Educació Primària (6-12 anys) i Educació Secundària Obligatòria (12-16 anys).
Tot això obliga a fer reformes de manera especial, a dotar el centre de noves tecnologies, digitalizació d'aules, per donar una educació de qualitat i oferir una formació integral que possibiliti als joves trobar-se amb la bona noticia de l'Evangeli i a través de la reflexió personal descobrir amb claus humano-cristianes quina és la seva funció en aquesta vida.
Durant tots aquests anys el tarannà de les Fundadores Teresa Toda i Teresa Guasch ha estat sempre present en les Germanes i els educadors que han conformat el centre. S'han dut a terme les línies pedagògiques de l'acompanyament dels nens i els joves en el seu procés de creixement personal.
S'imparteixen les activitats curriculars i s'ofereixen activitats complementàries, esportives i de formació per desenvolupar tots els aspectes de la persona.

## Congregació
La Congregació de Germanes Carmelites Tereses de Sant Josep va ser fundada per Teresa Toda Juncosa i la seva filla Teresa Guasch Toda a la ciutat de Barcelona (Espanya), el 22 de febrer de 1878.
El 27 de gener de 1902, el Bisbe Salvador Casañas i Pagès va concedir l'aprovació diocesana definitiva.
El 10 d'abril de 1911, Sa Santedat Pius X va atorgar el decret de lloança i aprovació definitiva.
La Congregació es va estendre en els seus inicis per Catalunya i després per Castella. Traspassant els mars estenent la seva presència a Amèrica, als països de República Dominicana (1949), Colòmbia (1960), Xile (1960), EUA (1967), Puerto Rico (1979), Mèxic (1985) i Cuba (2008). La passió pel Regne i el desig de respondre a la crida de Déu, a través dels germans i germanes, van dirigir els seus passos cap a Àfrica. L'any 1994 a Costa d'Ivori: en dues ciutats Grand Bassam (1995) i Abidjan (2008) i el 2005 a Macomia de la Província de Cabo Delgado (Moçambic).

## Serveis i normativa
Serveis:
- Acollida matinal: Aquest servei s'ofereix a les famílies que necessitin un horari més ampli d'atenció als seus fills/es.
- Menjador: El centre disposa d'un servei de menjador amb cuina pròpia que pot ser utilitzat permanentment o ocasionalment.
- Activitats extraescolars: Les activitats extraescolars les organitza l'AMPA a través de l'empresa “AZ Planning”.
- Infermeria: Dins del programa Salut a l'escola del Departament d'Ensenyament i del Departament de Sanitat de la Generalitat de Catalunya, s'ofereix aquest servei.
- Biblioteca.

Normativa:
- Respectar l'exercici dels drets i les llibertats dels membres de la comunitat educativa.
- L'estudi constitueix un deure bàsic de l'alumne.
- Assistir a classe, participar en les activitats acordades en el calendari escolar i respectar els horaris establerts.
- Realitzar les tasques encomanades pels professors/es en l'exercici de les seves funcions docents.
- Respectar l'exercici del dret a l'estudi dels companys i companyes.
- Respectar la llibertat de consciència i les conviccions religioses i ideològiques, com també la dignitat, la integritat i la intimitat de tots els membres de la comunitat educativa.
- No es permet l'ús de símbols inconstitucionals ni de tot alló que pugui perjudicar la integritat física de les persones.
- No dsicriminar a ningú per raó de naixement, raça, sexe, cultura, creença o qualsevol altra circumstància personal o social. No es toleraran els comentaris ni actituds xenòfobes o racistes.
- Respectar el caràcter propi del centre i el seu projecte educatiu.
- Utilitzar correctament les instal·lacions del centre.
- Respectar les decisions de l'equip directiu, claustre de professors, consell escolar i altres òrgans del centre.
- Propiciar un ambient convivencial i respectar el dret de l'alumnat per tal de no pertorbar l'activitat normal a les aules.

## Arquitectura i instal·lacions
Conjunt arquitectònic bastit en maons, amb els paraments exteriors arrebossats i una àmplia cornisa motllurada que recorre tot el perímetre. És format per quatre cossos adossats més una església, que formen una planta rectangular amb un pati central al mig. Els cossos són rectangulars, amb les cobertes de teula de dos vessants, més un terrat, i distribuïts en planta baixa i dos pisos. Majoritàriament, les obertures són rectangulars i estan bastides en maons, tot i que moltes han estat reformades. El portal d'accés principal està situat a la cantonada nord-est de l'edifici, en un xamfrà. És d'arc de mig punt adovellat, recolzat per dues pilastres quadrades amb senzills capitells. La part superior d'aquest xamfrà està rematada per una torre de planta quadrada amb la coberta piramidal. A l'interior hi ha sostres plans, sostres coberts amb revoltons i alguns trams coberts per voltes de canó amb llunetes. També hi ha una petita capella actualment força restituïda, d'ús per l'alumnat. L'altra església està situada a la cantonada nord-oest del conjunt arquitectònic. És d'una sola nau amb capelles laterals i absis semicircular. La nau està coberta per una volta de canó decorada amb llunetes, i dividida en quatre tramades pers arcs torals de mig punt, sostinguts per pilars quadrats amb les impostes motllurades. L'absis presenta volta de quart de cercle i presenta un arc triomfal de mig punt, recolzat damunt pilastres quadrades amb capitells. Les capelles laterals, cobertes per voltes de mig punt, tenen molt poca profunditat i s'obren a la nau mitjançant arcs formers de mig punt. La il·luminació del temple es fa mitjançant finestrals de punt rodó, amb vitralls acolorits. A l'absis, la imatge de la patrona està situada dins d'una fornícula de mig punt, decorada amb llunetes i oberta al fons de la conca absidal.